# Sistema de lançamento reutilizável

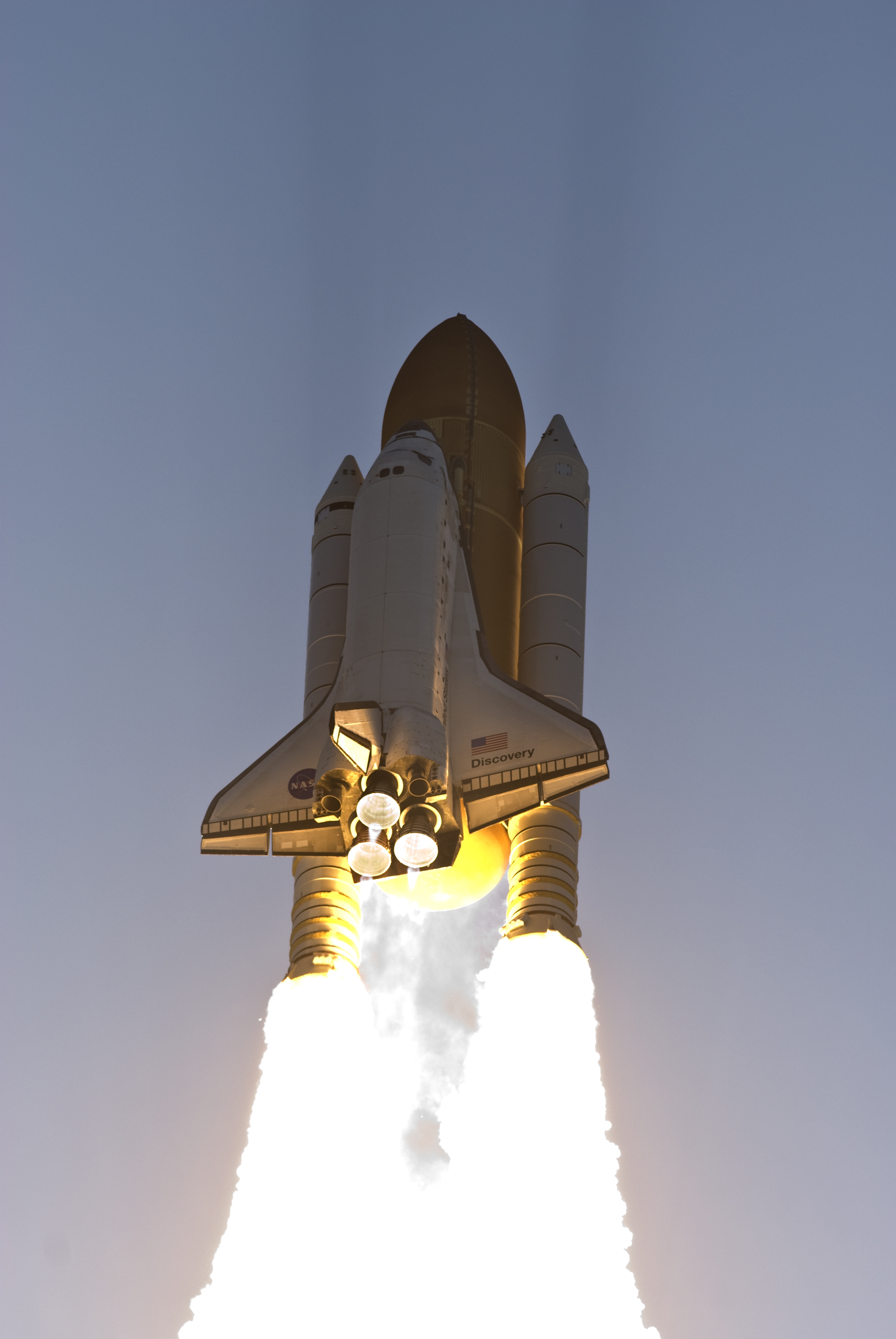
Ônibus espacial Discovery

Um sistema de lançamento reutilizável (SLR) (em inglês:  reusable launch system ou RLS), ou ainda veículo de lançamento reutilizável (VLR) (em inglês:  reusable launch vehicle ou RLV) é um sistema de lançamento capaz de lançar um mesmo veículo ao espaço mais de uma vez. Ele é o oposto do Sistema de lançamento descartável, onde cada veículo é lançado apenas uma vez e descartado.
Até Julho de 2017, nenhum sistema de lançamento orbital completamente reutilizável havia sido criado. Dois sistemas de lançamento parcialmente reutilizáveis foram desenvolvidos, o ônibus espacial e o Falcon 9.[carece de fontes?]
O ônibus espacial foi parcialmente reutilizável: o veículo propriamente dito (que incluia os motores principais e os motores do sistema de manobra orbital), e os dois foguetes auxiliares de combustível sólido eram reutilizados depois de vários meses de reconstrução e ajustes. O tanque externo do ônibus espacial era descartado.
O foguete Falcon 9 possui o primeiro estágio reutilizável. Vários desses estágios pousaram com segurança após o lançamento. Em 30 de março de 2017, um Falcon 9 reutilizado conseguiu aterrissar em um espaçoporto flutuante autônomo (em inglês: Autonomous Spaceport Drone Ship ou ASDS), após o segundo lançamento, marcando o primeiro relançamento e pouso bem sucedido de um foguete de  classe orbital.[carece de fontes?]
Os VLR orbitais têm a intenção de fornecer acesso ao espaço com baixo custo e alta confiabilidade. No entanto, a reusabilidade implica restrições de peso, tais como escudos térmicos não ablativos, combustível adicional e componentes necessários ao pouso além de uma estrutura mais forte para resistir a vários voos. Devido à falta de experiência com esse tipo de veículo, os custos e confiabilidades reais ainda precisam ser comprovadas.[carece de fontes?]

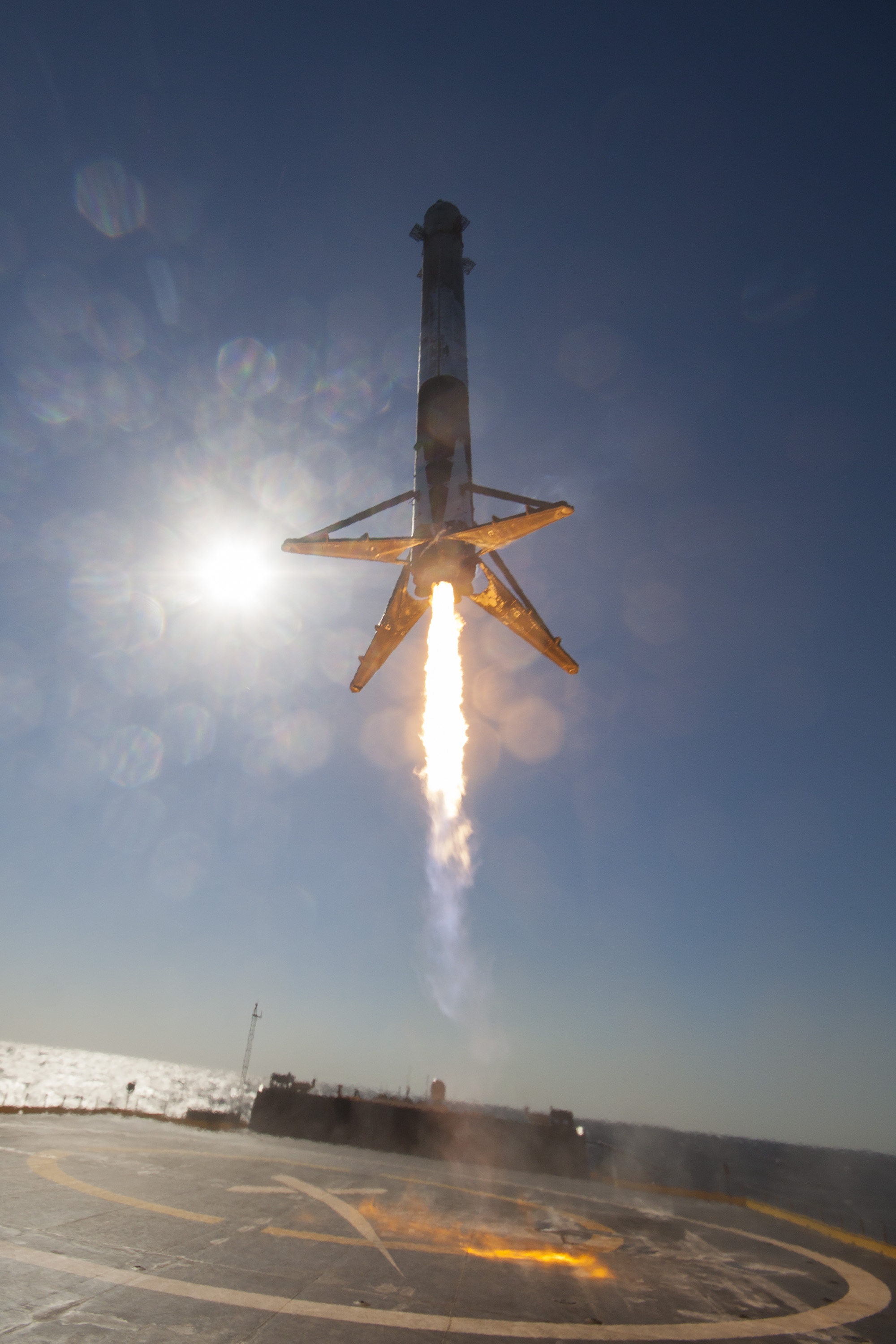
Primeiro estágio do Falcon 9 pousando no espaçoporto flutuante autônomo.